# Parkboskap

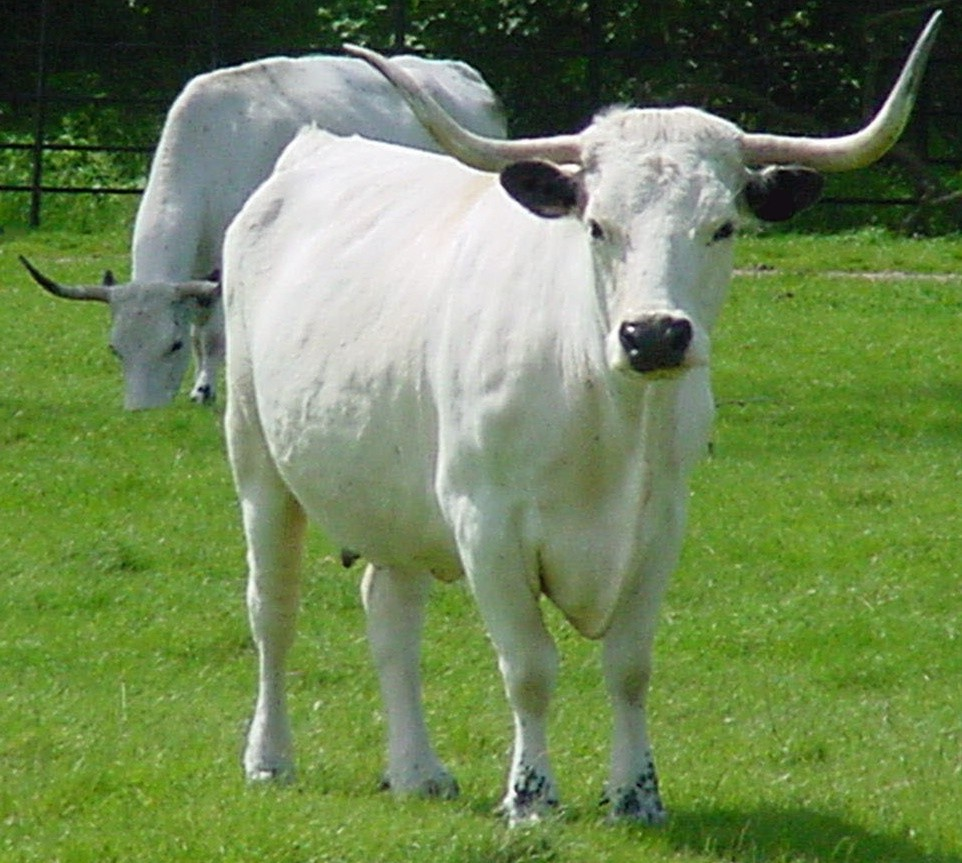
White Park Cattle

Parkboskap kallas en typ av nötkreatur, som sedan århundraden hållits halvvild i de engelska storgodsägarnas parker. Mycket talar för att rasen härstammar från djur som vikingarna införde från Skandinavien.
Parkboskap är en kombinerad mjölk- och köttdjurstyp och oftast vit. Både kulliga och behornade djur förekommer. Numera har rasen förädlats under namnet British white, och de flesta av de ursprungliga stammarna av ”the wild white cattle” är utdöda.
Äldre källor hävdar att Jerseyrasen och några andra av Kanalöarnas boskap sedan mitten av 1700-talet införts till England, där den på grund av sitt vackra, hjortliknande yttre och sin feta, gula mjölk, brukade hållas som parkboskap vid slotten. 